# کولکویتس
کولکویتس (به آلمانی: Kolkwitz) یک شهر در آلمان است که در اشپری-نایسه واقع شده‌است. کولکویتس ۹٬۹۶۵ نفر جمعیت دارد.